# Hylarana malabarica
Hylarana malabarica är en groddjursart som först beskrevs av Johann Jakob von Tschudi 1838.  Hylarana malabarica ingår i släktet Hylarana och familjen egentliga grodor. IUCN kategoriserar arten globalt som livskraftig. Inga underarter finns listade i Catalogue of Life.